# Dubočac
Dubočac ili Slavonski Dubočac je naselje u općini Bebrina, u Brodsko-posavskoj županiji, 25 km od Slavonskog Broda te 5 km od Dervente. Jedno je od najstarijih sela Brodskoga Posavlja. Dubočac leži na rijeci Savi, na mjestu gdje rijeka pravi veliki luk.

## Povijest
Nasuprot Slavonskoga Dubočca nalazi se Bosanski Dubočac. Oba su sela svoje najteže dane pretrpjela početkom 1990-ih, u Domovinskom ratu. Bosanski Dubočac je okupiran, razrušen i spaljen, a svi stanovnici su napustili selo. U Slavonskom je Dubočcu srušen toranj crkve, na koju je palo osamdesetak granata. U Dubočcu su ostali odrasli muškarci, dok su žene i djeca bili u zbjegu, jer je agresor razarao s područja odmah preko Save. Danas su kuće obnovljene, a obnovljena je i crkva.

## Župna crkva
Župa Dubočac posvećena je sv. Mihaelu arkanđelu.

## Udruge
- Ribolovna udruga Kečiga

## Stanovništvo
| broj stanovnika | 657   | 695   | 613   | 637   | 587   | 619   | 597   | 571   | 483   | 477   | 417   | 377   | 287   | 268   | 282   | 202   | 179   |
|                 | 1857. | 1869. | 1880. | 1890. | 1900. | 1910. | 1921. | 1931. | 1948. | 1953. | 1961. | 1971. | 1981. | 1991. | 2001. | 2011. | 2021. |